# Alois Buss
Alois Buss (27. září 1858 Lomnice nad Popelkou — 11. listopadu 1926 Křivoklát) byl český učitel, organizátor přednášek pro živnostníky a propagátor hradu Křivoklátu.

## Život
Narodil se 27. září 1858 v Lomnici nad Popelkou jako syn úředníka.
Nejpozději od roku 1880 působil jako učitel na Rakovnicku, v 80. letech je už uváděn konkrétně na Křivoklátě. V této obci pobýval do konce života. Roku 1904, po odchodu Jana Růžičky (1841–1905), se tam stal řídícím učitelem.
Účastnil se veřejného života. Proslavily ho zejména všeobecně vzdělávací přednášky pro živnostníky, kterých uspořádal nejméně čtyřicet. Tématem byly např. organizace a působnost zemědělské rady, vodní cesty v království českém v dobách minulých, péče o výchovu řemeslného dorostu v Čechách a v cizině, úvěr maloživnostníka, druhy živností, pracovní knížky, obory lidské činnosti a řemesla či význam F. L. Riegra pro národohospodářskou literaturu. Přednášky se většinou konaly na Křivoklátě, ale občas i v okolních obcích (např. Nová Huť, Velká Buková). Přednášel také na učitelských setkáních, zejména v rámci křivoklátského spolku Jungmann (např. o návrzích úpravy služného) a rakovnické Budče (o řemeslných pracích na obecných školách či jak moc Rakouska vzrostla na základě smluv a sňatků).
Byl oceňován jako znalec živnostenského práva a zkušený, obětavý rádce a pomocník, který usiloval o zvelebení živností a zlepšení vzdělání řemeslnického dorostu. Propagoval také hrad Karlštejn a jeho okolí jako turistický cíl, aby příliv návštěvníků přispěl k hospodářskému povznesení kraje. Jeho úsilí bylo o to záslužnější, že sám nebyl živnostníkem a neměl tudíž z jejich prosperity bezprostřední užitek.
Zemřel 11. listopadu 1926 na Křivoklátě.

## Dílo
Jeho hlavním tištěným dílem je průvodce po Křivoklátě (Křivoklát : průvodce po hradě a jeho okolí, 1905 a 1922, za spoluautorství Pavla Körbra; Hrad Křivoklát — Stručné dějiny, 1926), publikovaný v několika vydáních. Napsal rovněž vzpomínkové články do novin, např. o pobytu Miroslava Tyrše na Křivoklátě nebo nekrolog svého předchůdce, řídícího křivoklátské školy Jana Růžičky.

## Odkazy

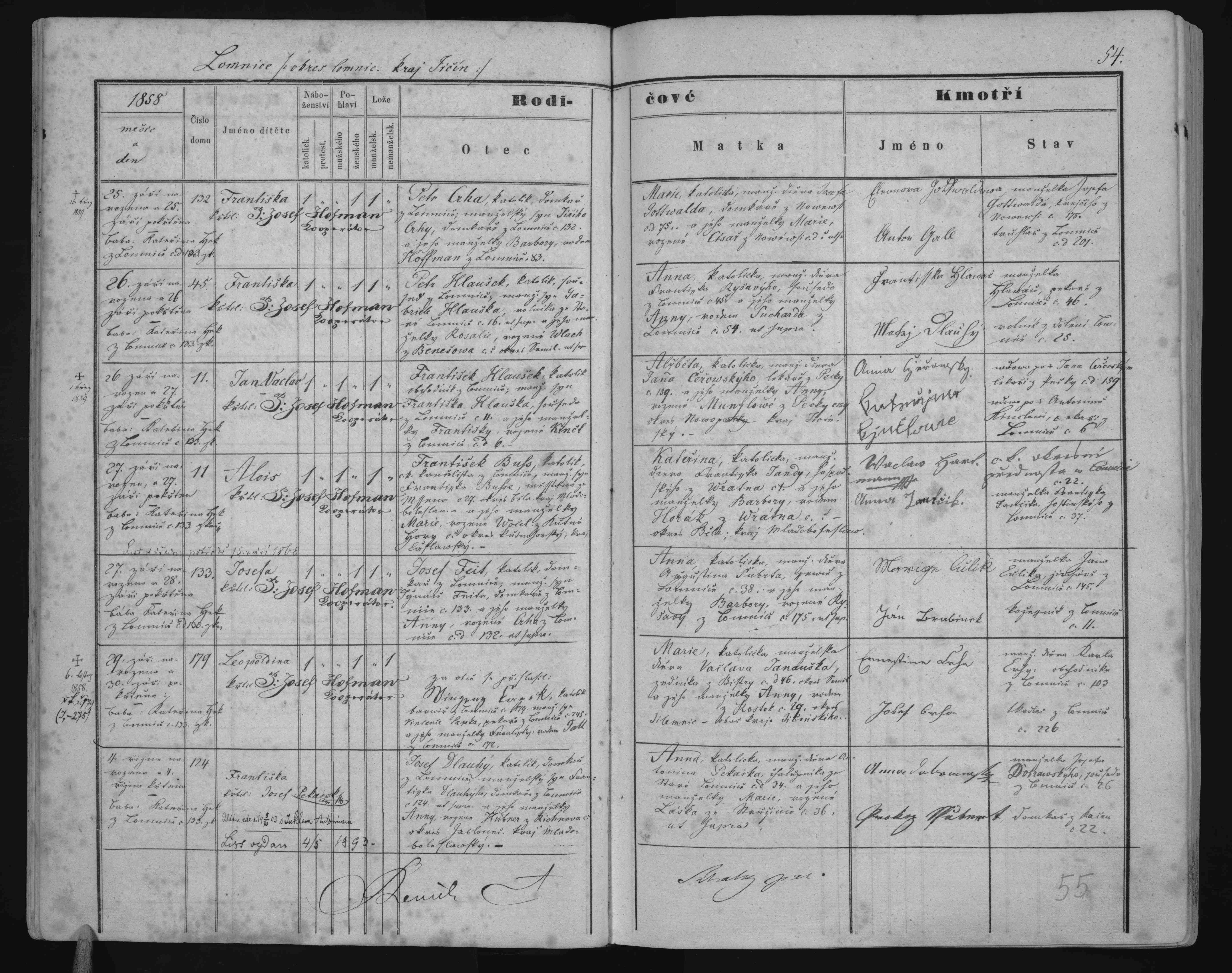
Záznam Aloise Busse v matrice narozených